# Hr.Ms. Dolfijn (1941)
De Hr.Ms. Dolfijn was in begin 1941 een in Engeland gevorderde trawler IJM 103. Het schip stamde uit 1920 en was gebouwd door de scheepswerf De Vooruitgang uit Alphen aan den Rijn. Na omgebouwd te zijn tot hulpmijnenveger kon het schip op 13 augustus 1941 in Liverpool in dienst worden genomen als de Dolfijn.
De Dolfijn maakt deel uit van de 160ste mijnenvegergroep in Milford Haven. Andere schepen die onderdeel vormen van deze groep waren Bruinvisch, Isabel Maria Elizabeth. De 160ste mijnenvegersgroep is verantwoordelijk voor het opruimen van op drift geslagen mijnen.
Nadat in 1942 een onderzeeboot genaamd Dolfijn in dienst werd genomen bij de Nederlandse marine werd de Dolfijn omgedoopt tot Goeree. Op 20 februari 1944 werd het schip uit dienst gesteld en uitgeleend aan de Britse marine die haar in dienst name als HMS Jude.